# Кольский залив
Ко́льский зали́в (устар. Кольская губа) — узкий залив-фьорд Баренцева моря на Мурманском берегу Кольского полуострова.
Длина — 57 км, ширина — до 7 км, глубины у входа — 200—300 м. Крупнейшие острова: Екатерининский, Большой Олений, Седловатый, Средние Оленьи, Малые Оленьи.
Акватория Кольского залива в соответствии с особенностям геоморфологического строения распадается на три части (колена): северное, среднее и южное.
Первое колено протянулось от устья до острова Шурупова и губы Средней, второе колено — от губы Средней до мысов Мишукова и Пинагория (у мыса Великого находится самое узкое место губы), третье колено идёт на юг на протяжении 9 миль (около 14,5 км) и имеет ширину от 400 до 800 саженей (примерно от 850 до 1700 м). Самое узкое место в этом колене — у Абрам-Пахты). Формально продолжением (губой) залива можно считать и эстуарий Туломы.

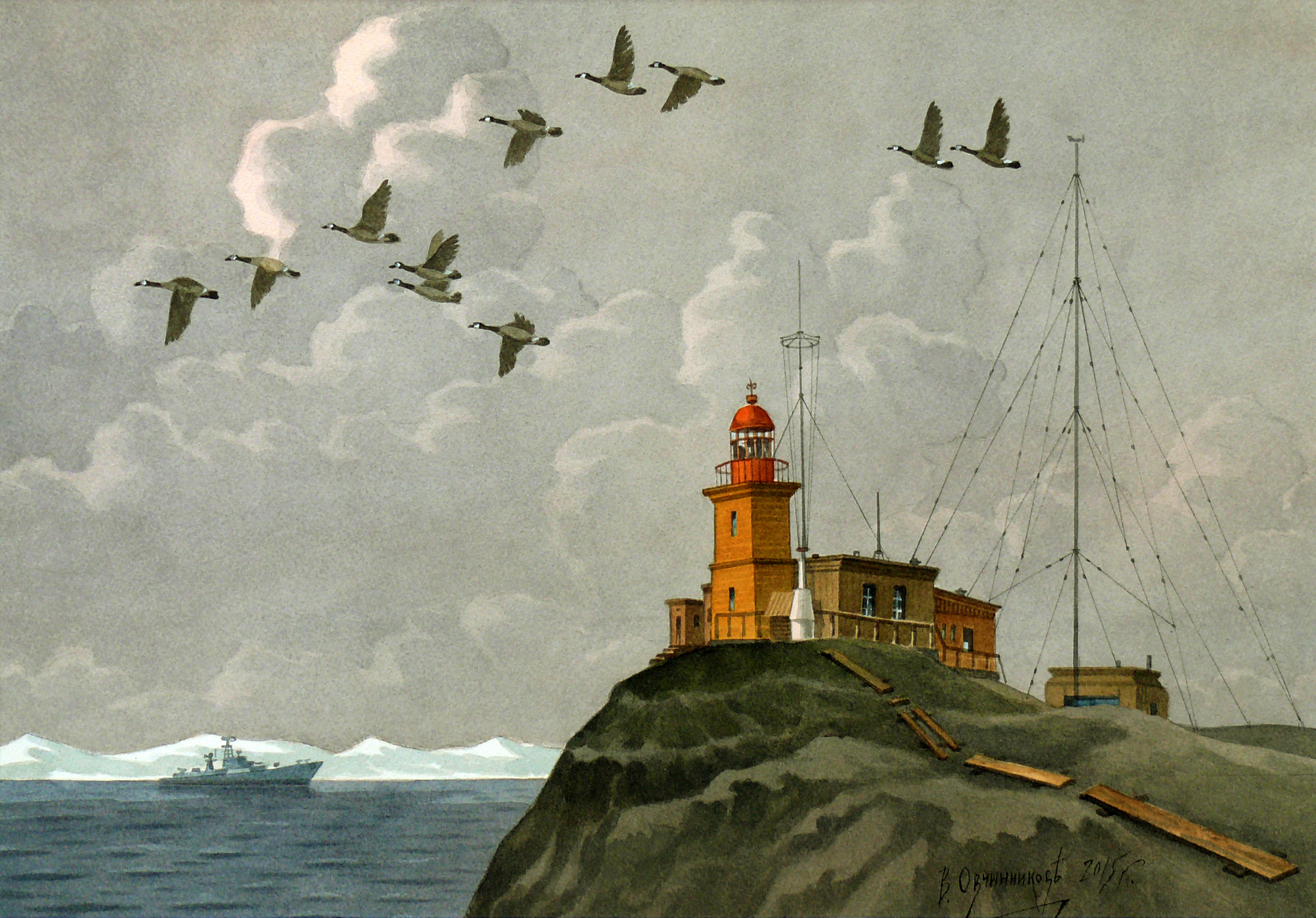
«Маяк Сетьнаволокский» (расположен на западном берегу Кольского залива, на мысе Сеть-Наволок).
Картина В. И. Овчинникова

Западный берег — скальный обрывистый, восточный относительно пологий. В кут (вершину) залива впадают крупные реки Тулома и Кола. Приливы полусуточные величиной до 4 м. На восточном берегу залива незамерзающие порты Мурманск и Североморск, на западном — порт Полярный.
Постановлением Правительства Российской Федерации от 30 декабря 1998 года безымянному проходу между островом Сальный и западным берегом Кольского залива присвоено наименование пролив Фридмана.
В 2005 году через Кольский залив был открыт автомобильный мост.
15 июня 2017 года подписано распоряжение Правительства Российской Федерации о сооружении 4-х искусственных островов в Кольском заливе для нужд «Центра строительства крупнотоннажных морских сооружений», расположенного в районе села Белокаменка.
В стародавние времена Кольский залив представлял для русских мореходов большие сложности, что и отразилось в пословице: «Кольская губа, что московская тюрьма, не скоро выйдешь».

### Комментарии
1. ↑  Фридман, Семён Аронович (1925—1999) — советский военный гидрограф.